# Paccha (Huancabamba)
Paccha es una localidad peruana ubicada en el distrito de Huarmaca, perteneciente a la provincia de Huancabamba del departamento de Piura, al norte del Perú. 

## Ubicación
Paccha se ubica al suroeste de la provincia de Huancabamba, en el distrito de Huarmaca, en el departamento de Piura.

## Demografía
En 2017 Paccha tenía una población de 5 habitantes.
| Gráfica de evolución demográfica de Paccha entre 1993 y 2017 |
|                                                              |
| Fuentes: Población 1993 y 2017                               |